# Oloid
En oloid er en tredimensionel kurvet geometrisk objekt, der blev opdaget af Paul Schatz i 1929. Den har en konvekst skrog der er dannet ved at placere to linkede kongruente cirkler i vinkelrette plan, således at centrum på hver af cirklerne ligger på cirkelperiferien af den anden. Afstanden mellem de to centrummer svarer til radius på cirklerne. En tredjedel af cirklens omkreds ligger inden for det konvekse skrog.

## Overfaldeareal og rumfang
Overfladearealet af en oloid er givet ved:
{\displaystyle \!A=4\pi r^{2}}
præcis det samme overfladeareal af en sfære med samme radius. I sin lukkede form er volumenet
{\displaystyle {\frac {2}{3}}\left(2E\left({\frac {3}{4}}\right)+K\left({\frac {3}{4}}\right)\right)r^{3}},
hvor K og E er komplette elliptiske integraler af hhv. først og anden grad.
En numerisk beregning giver:
{\displaystyle \!V\approx 3.0524184684r^{3}}